# Гаїс
Ґаїс, Гаїс (італ. Gais) — муніципалітет в Італії, у реґіоні Трентіно-Альто-Адідже, провінція Больцано.
Ґаїс розташований на відстані близько 560 км на північ від Рима, 110 км на північний схід від Тренто, 60 км на північний схід від Больцано.
Населення — 3227 осіб (2014).

## Демографія
Населення за роками:

Станом на 1 січня 2023 року в муніципалітеті офіційно проживали 123 іноземці з 21 країни, серед них 56 громадян країн Євросоюзу та 4 громадяни України.

## Сусідні муніципалітети
- Бруніко
- Кампо-Турес
- Фальцес
- Перка
- Сельва-дей-Моліні